# Joseph Mécène Jean-Louis
Joseph Mécène Jean-Louis (Dessalines, 3 giugno 1949) è un giudice haitiano in servizio presso la Corte suprema di Haiti che è stato dichiarato presidente ad interim dagli oppositori che cercavano di porre fine al governo di Jovenel Moïse durante le proteste haitiane del 2018-2021.